# 70th Intelligence, Surveillance and Reconnaissance Wing
Il 70th Intelligence, Surveillance and Reconnaissance Wing è uno stormo crittologico dell'Air Combat Command, inquadrato nella Twenty-Fifth Air Force. Il suo quartier generale è situato presso  Fort George G. Meade, nel Maryland.

## Organizzazione
Al maggio 2017, lo stormo controlla:
- 373rd Intelligence, Surveillance and Reconnaissance Group, Joint Base Elmendorf-Richardson, Alaska
  - 381st Intelligence Squadron
  - 301st Intelligence Squadron
- 543rd Intelligence, Surveillance and Reconnaissance Group, Lackland Air Force Base, Texas
  - 93rd Intelligence Squadron
  - 543rd Support Squadron
  - 668th Alteration and Installation Squadron
- 659th Intelligence, Surveillance and Reconnaissance Group
  - 5th Intelligence Squadron
  - 7th Intelligence Squadron
  - 35th Intelligence Squadron
  - 37th Intelligence Squadron
  - 41st Intelligence Squadron
  - 75th Intelligence Squadron
- 691st Intelligence, Surveillance and Reconnaissance Group
  - 22d Intelligence Squadron
  - 29th Intelligence Squadron
  - 34th Intelligence Squadron
- 707th Intelligence, Surveillance and Reconnaissance Group
  - 32d Intelligence Squadron
  - 94th Intelligence Squadron
  - 707th Intelligence Squadron
  - 707th Force Support Squadron